# 拉克曼冰原島峰
85°46′S 179°23′E / 85.767°S 179.383°E
拉克曼冰原島峰是南極洲的冰原島峰，位於杜費克海岸，處於毛格冰原島峰以東22公里，屬於格羅夫納山脈的一部分，海拔高度2,660米，由新西蘭探險隊命名。